# Zilverkruid
Zilverkruid (Dryas octopetala), ook wel aangeduid als zilverblad, bergavens, witte dryas en achtster, is een alpiene bloeiende plant in de rozenfamilie (Rosaceae). Het is een kleine altijdgroene dwergstruik, die grote kolonies vormt. De plant wordt toegepast in rotstuinen.

## Naamgeving
De soortaanduiding octopetala komt van het Griekse ὀκτώ, oktō (acht) en πέταλον, petalon (kroonblad), verwijzend naar de acht kroonbladen van de bloem - een ongebruikelijk aantal bij de rozenfamilie, waar vijf het normale aantal is. Ook komen bloemen voor met zestien kroonbladen.

## Kenmerken
De stengels zijn verhout, kronkelig, met korte, horizontale wortelende takken. De bladeren zijn bovenaan kaal en onderaan licht-donzig behaard. De bloemen staan op bloemstelen van 3 tot 10 cm, en hebben acht romige witte kroonbladen. Tegen de lente verschrompelen de bloemen tot haarballen, met de lange houtige haren naar boven. Ze dienen om de bol (het hoofdje met vruchten) eronder mee te voeren met de wind, zodat de vruchten zich kunnen verspreiden.

## Verspreiding
Zilverkruid heeft een wijdverspreid voorkomen over bergachtige gebieden, waar het aan kalkstenen lagen over het algemeen beperkt is. Deze omvatten het volledige Noordpoolgebied, evenals de bergen van Scandinavië, de Alpen, de Karpaten, de Balkan en het Kaukasusgebergte. In Groot-Brittannië komt deze plant voor in Pennines (Noord-Engeland), in Nationaal park Snowdonia (Noord-Wales) en regelmatig in de Schotse Hooglanden. In Ierland komt het in de Burren en een paar andere plaatsen voor. In Noord-Amerika wordt het gevonden in Alaska en op de toendra van Groenland. Het is bovendien de officiële territoriale bloem van de Northwest Territories, Canada.

## Fossiel voorkomen
De stengelbladen van Dryas zijn stevig en fossiliseren goed. Tijdens koude perioden van het Pleistoceen kwam de plant ook voor buiten het huidige verspreidingsgebied in het Europese laagland. Tijdens het Laat Weichselien is de soort in verschillende perioden aangetroffen, vooral tijdens het Dryas-stadiaal dat naar dit plantje genoemd is.
In Nederland werd het eerste fossiele blaadje na een gerichte zoektocht door de palaeobotanicus Florschütz gevonden in de moeraskalk van het Blekkinkveen, nadien is zij nog op veel andere plaatsen gevonden.

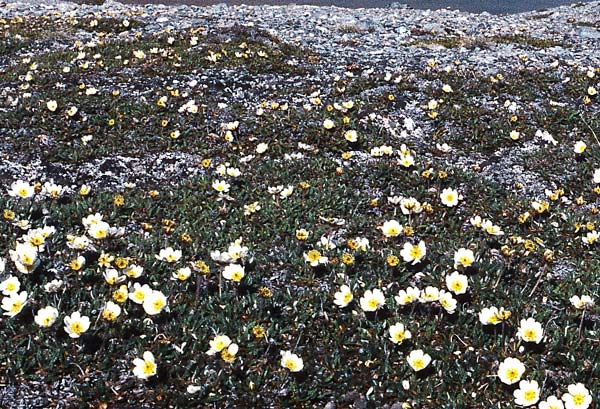
Zilverkruidveld op Spitsbergen
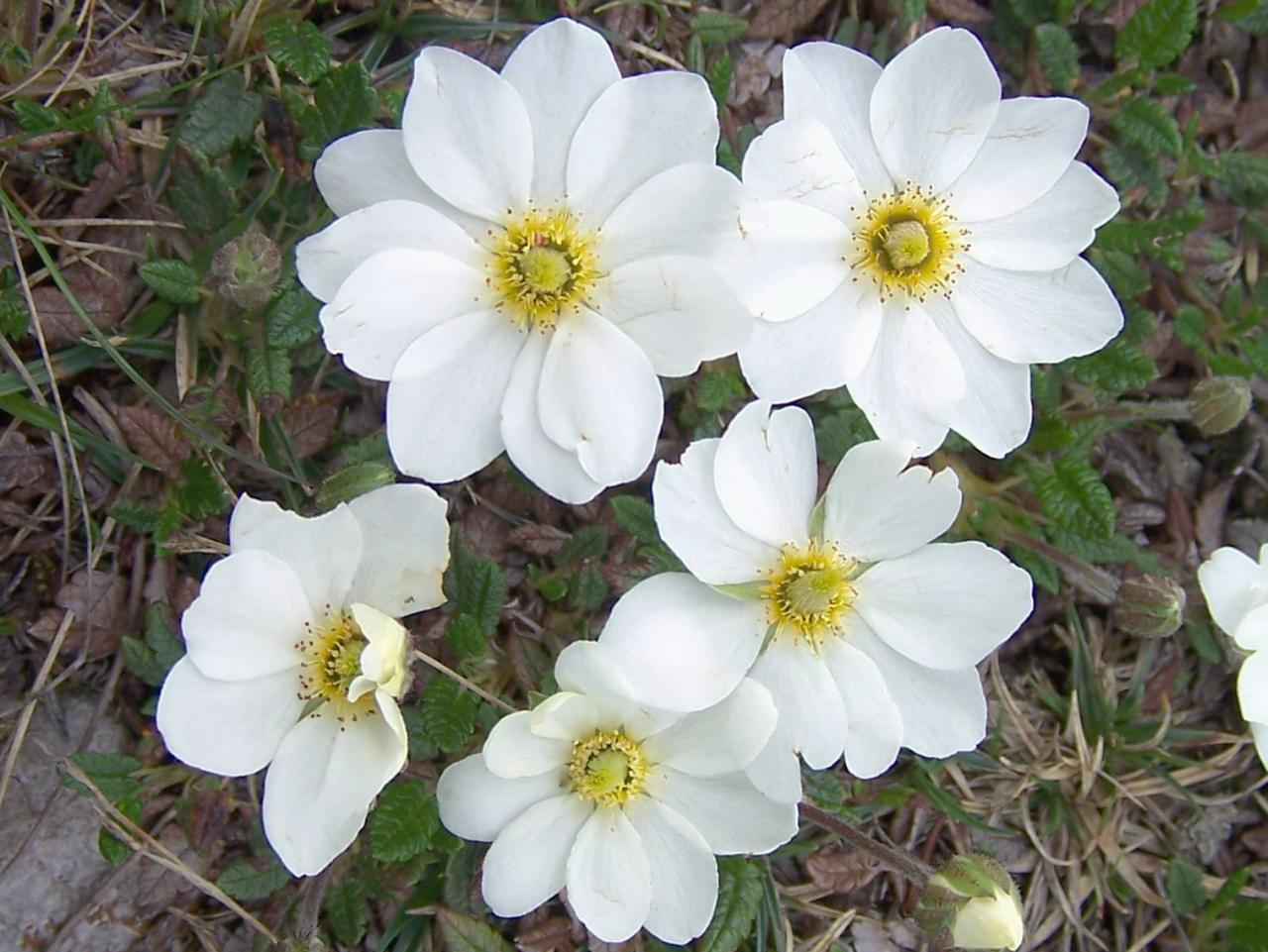
Vijf bloemen
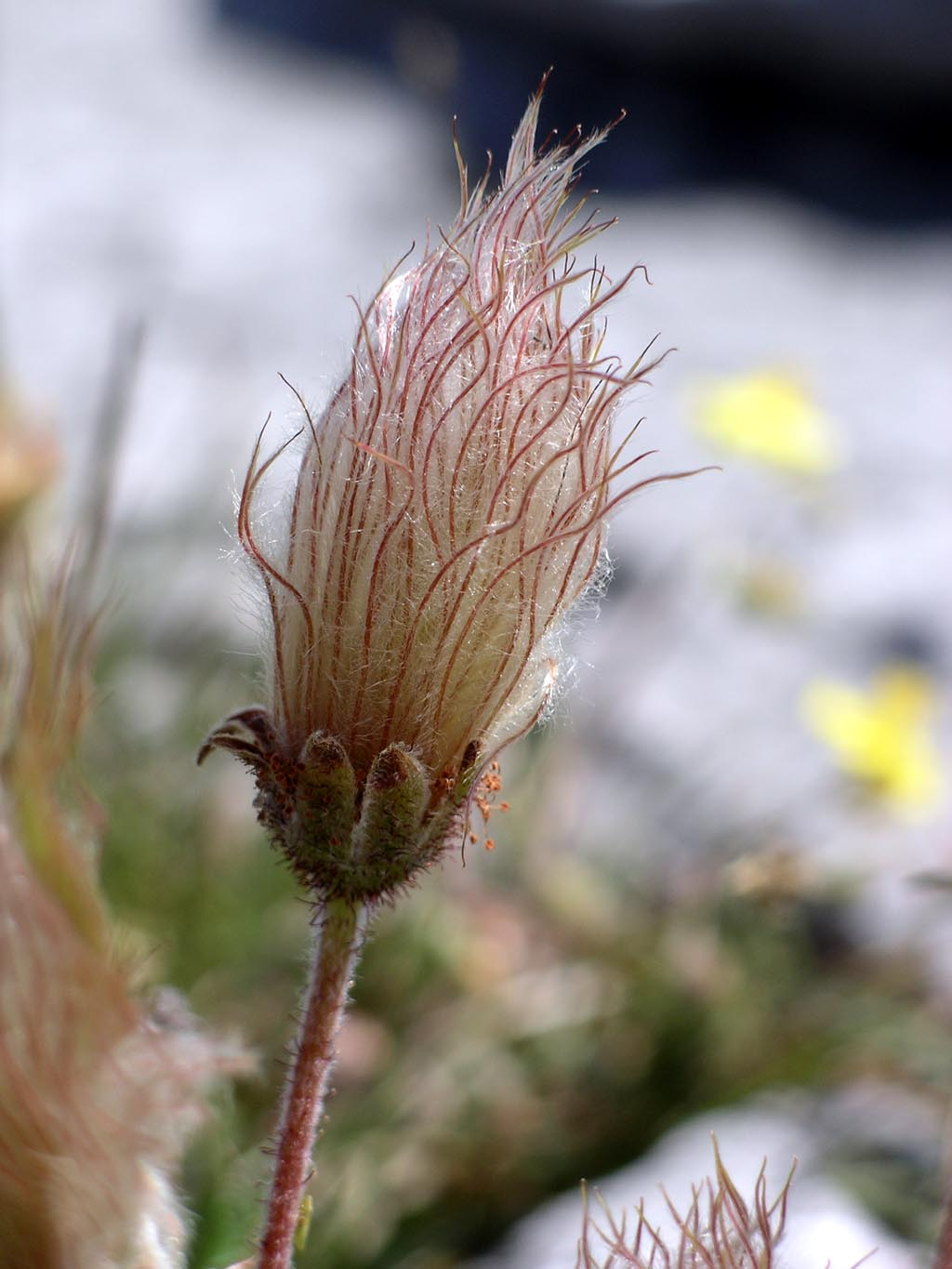
Zaadhoofdje van het zilverkruid
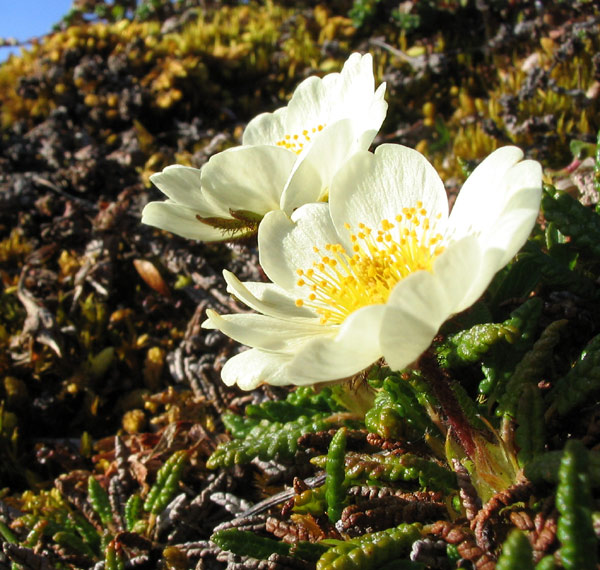
Zilverkruidbloem op Spitsbergen
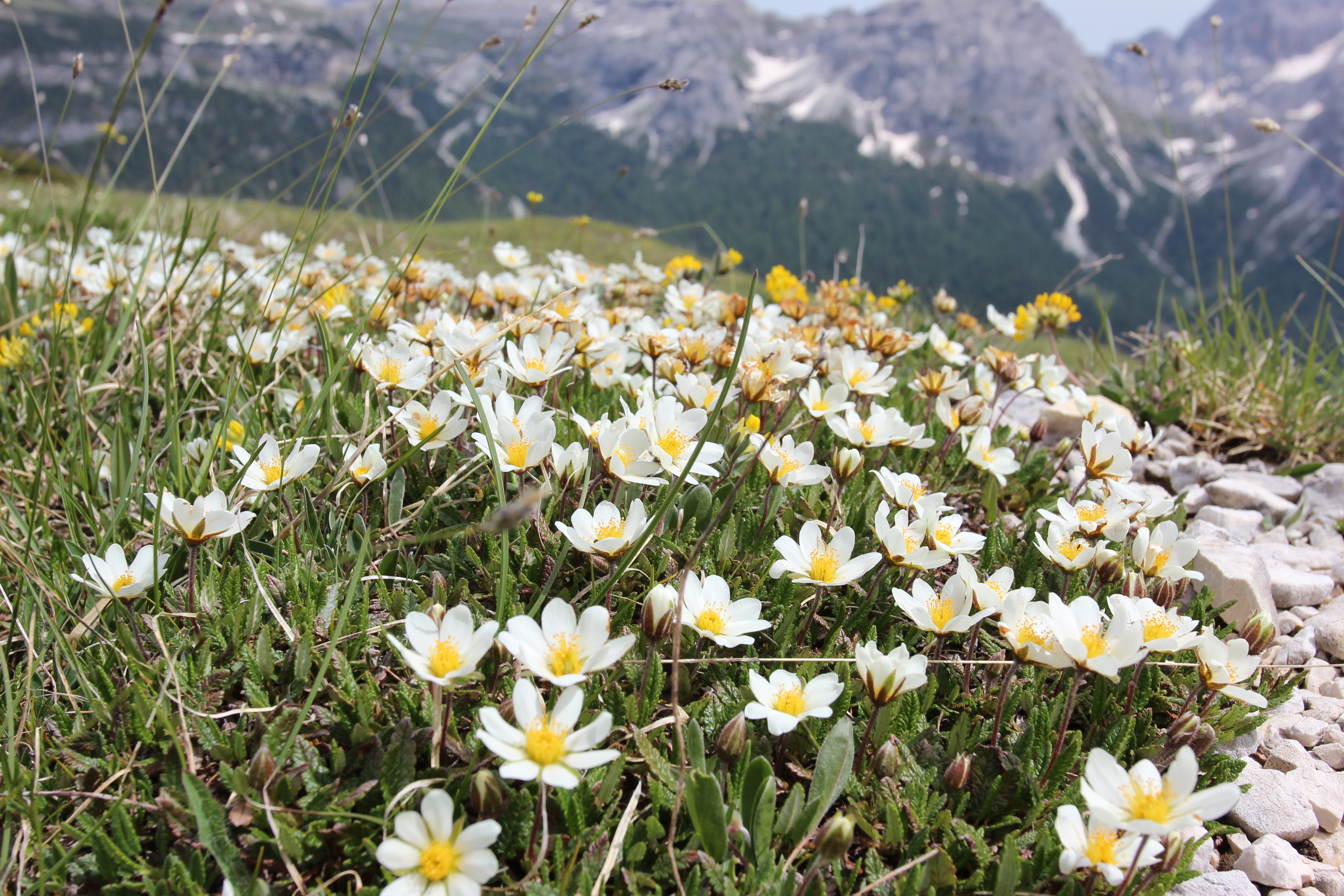